# Qualitätsstufe
Wein wird anhand seiner Qualität in verschiedene Qualitätsstufen eingeteilt. Die bestimmenden Faktoren sind dabei die Herkunft, die Methoden des Anbaus und die Art der Weinbereitung. Schon in der Antike wurde Wein in Güteklassen eingeordnet, wobei der geografische Ursprung immer schon eine große Rolle gespielt hat.
In den europäischen Ländern gibt es traditionellerweise das romanische System, das Weine nach dem Herkunftsprinzip beurteilt, und es gab bis 2008 das germanische System, das die Traubenqualität in den Vordergrund stellte.

## Das neue EU-Qualitätssystem
Das Qualitätssystem von Weinen ist seit dem 1. August 2009 durch die EU-Weinmarktordnung neu geregelt worden. Die traditionelle deutsche Qualitätshierarchie, deren Bezugspunkt der Zuckergehalt des Mostes (Mostgewicht), somit also der physiologische Reifegrad des Leseguts, war, wurde hiermit durch ein herkunftsbezogenes System (Terroir) abgelöst. Der für Lebensmittel schon länger geltende Schutz der geografischen Herkunft wurde durch diesen Schritt auch auf den Wein übertragen.
Ergänzend zu den EU-Vorgaben gibt es in den einzelnen Mitgliedsstaaten länderspezifische Bestimmungen, die es erlauben, das eigene Qualitätssystem in das übergeordnete Recht zu integrieren und so an traditionellen Begrifflichkeiten festzuhalten.
Die neue Systematik unterscheidet im Wesentlichen zwischen Weinen mit und solchen ohne geografischer Angabe. Unter einer geografischen Angabe wird hier eine genauere Herkunftsbezeichnung verstanden, die eine Gegend, einen Ort oder eine Weinbergslage benennt. Die Bezeichnung „Deutscher Wein“ dient also nicht als geografische Angabe.
Mit dieser Verordnung hat man sich an das romanische Qualitätssystem angenähert (vgl. Appellation d’Origine Contrôlée), das bei Wein, aber auch anderen landwirtschaftlichen Erzeugnissen (z. B. Käse) von jeher die geografische Herkunft als Bezugspunkt für eine qualitative Einordnung gesetzt hat.
Die EU-Weinmarktordnung kennt folgende Bezeichnungen:
- Wein ohne Herkunftsangabe
- Wein mit geschützter geografischer Angabe (hierunter fällt Landwein)
- Wein mit geschützter Ursprungsangabe (hierunter fallen Qualitätswein/Prädikatswein)

Es besteht ebenfalls die Möglichkeit, die Trauben eines EU-Staates in einem anderen EU-Staat zu Wein zu verarbeiten, oder Weine zu produzieren, deren Lesegut aus einem oder mehreren Drittländern stammt.
Vor dem Inkrafttreten der EU-Weinmarktordnung waren für den Tafelwein – der damaligen untersten Qualitätsstufe – lediglich die Zusatzbezeichnungen weiß, rot, rosé und die Nennung des Herkunftslandes erlaubt. Jetzt ist es möglich, einen Wein der unteren Qualitätsstufe (ohne geografische Angabe) mit der Bezeichnung der Traubensorte und des Jahrgangs zu versehen, was faktisch eine Aufwertung der einfachen Qualitäten bedeutet.

### Wein ohne Herkunftsangabe
Diese Qualitätsebene teilt sich in zwei Stufen auf:
- Wein ohne nähere Herkunftsangabe neben dem Erzeugerstaat und ohne Nennung des Jahrgangs und/oder der Rebsorte. Hier sind in geringem Ausmaß Weinfehler erlaubt und die Produktionsbestimmungen erlauben eine weitgehende Freiheit in Bezug auf Anbau und Produktion. Für diese Qualitätsstufe sind keine Ertragshöchstgrenzen festgelegt.
- Wein ohne nähere Herkunftsangabe neben dem Erzeugerstaat, aber mit Nennung des Jahrgangs und/oder der Rebsorte. Der Wein darf keine Weinfehler aufweisen, sollte sortentypisch sein, und seine Produktion unterliegt einem Erntehöchstertrag.

### Wein mit Herkunftsangabe
Auch hier wird in zwei Qualitätsstufen unterteilt:
- Wein mit geschützter geografischer Angabe (Wein g.g.A.): Diese Qualitätsstufe entspricht dem Landwein. Der Wein sollte einen gebietstypischen Charakter aufweisen und aus Weintrauben stammen, die in dem umschriebenen Gebiet geerntet worden sind. Bei einigen Weinen g.g.A. ist eine Geschmacksrichtung wie „trocken“ oder „halbtrocken“ festgelegt.[1]
- Wein mit geschützter Ursprungsbezeichnung (Wein g.U.)

Die Ursprungsbezeichnung benennt eine Gegend, einen Ort oder eine Lage. Diese geografische Herkunft bedingt die Qualität des Weines durch die geografischen Verhältnisse, bestimmte typische Rebsorten, spezifische Formen des Anbaus (Rebschnitt, Stockdichte etc.).
Für diese Qualitätsstufe gelten die strengsten Produktionsbedingungen.
- Für den Anbau: Höchstertrag, Stockdichte, Mindestgrenzen für das Mostgewicht
- Für die Weinbereitung: Anreichern, Alkoholreduktion, Spriten, Säuern, Entsäuern, Süßen, Art (Flasche oder Fass) und Dauer des Ausbaus
- Für das Endprodukt: Farbe, Alkoholgehalt, Gesamtextrakt, Geschmacksprofil, Restzucker, Säuregehalt und Vermarktungsrichtlinien

Vor der Vermarktung werden die Weine sowohl analytisch als auch sensorisch geprüft um eine obligatorische Amtliche Prüfnummer zu erhalten.
Man kann also feststellen, dass mit einer enger gefassten geografischen Angabe höher gestellte Produktionsanforderungen verbunden sind.

## Qualitätsweinstufen in Deutschland

### Nach dem deutschen Weingesetz
Qualitätsweine (früher Q.b.A.) müssen sich einer sensorischen und analytischen Prüfung unterziehen, um eine Amtliche Prüfungsnummer zu erhalten. Sie sollen in Aussehen, Geruch und Geschmack frei von Weinfehlern sein und einem gebietstypischen Geschmacksprofil entsprechen.
Die Produktion unterliegt spezifischen Bestimmungen, die weitgehend die Parameter für die Weinbereitung und die Vermarktung (Rebsorten, Höchstertrag, Zuckerung, Mindestalkoholgehalt usw.) regeln.
Der Prädikatswein (früher Qualitätswein mit Prädikat) stellt eine gehobene Kategorie der Qualitätsweine dar. An diesen werden besonders hohe Anforderungen bezüglich Mostgewicht, Zustand der Trauben und Art der Lese gestellt.
Prädikatsweine müssen ein bestimmtes Mindest-Mostgewicht je nach Prädikatsstufe und Anbaugebiet aufweisen, eine Anreicherung (Chaptalisation) zur Erhöhung des Alkoholgehaltes ist untersagt. Gemessen wird das Mostgewicht in Oechsle, um den Reifegrad zu bestimmen.
Die Prädikate sind:
- Kabinett, Wein, der je nach Rebsorte und Anbaugebiet einen bestimmten Reifegrad hat
- Spätlese, die Weintrauben müssen in später Lese und vollreifem Zustand geerntet worden sein
- Auslese, für dieses Prädikat werden vollreife oder edelfaule Trauben (Edelfäule) verwendet
- Beerenauslese, es werden nur edelfaule oder wenigstens überreife Trauben verarbeitet, was eine aufwendige Selektion des Traubenmaterials erfordert
- Trockenbeerenauslese, aus weitgehend rosinierten edelfaulen Beeren gekeltert und nur in besonders guten Jahren erzeugt
- Eiswein, aus Trauben gewonnen, die bei Lese und Kelterung gefroren sein müssen[2] und deren Mostgewicht mindestens den für Beerenauslese festgelegten Wert erreichen muss[3]

### Weitere mögliche Qualitätsbezeichnungen
- Classic, muss aus einer gebietstypischen Sorte reinsortig gekeltert sein. Der Alkoholgehalt muss um ein Volumenprozent höher sein, als von der entsprechenden Qualitätsstufe im Anbaugebiet gefordert.
- Selection, reinsortiger, trockener, gebietstypischer Wein. Restzucker maximal 9 g/l. Alkoholgehalt mindestens 12,2 %.
- Hochgewächs, nur für Qualitätswein der Sorte Riesling zulässig. Das Mostgewicht muss 10° Oechsle über dem Richtwert für das jeweilige Anbaugebiet liegen.
- Erstes Gewächs, nur für den Rheingau, stammt aus klassifizierten Lagen, Weinlese selektiv und per Hand, Höchstertrag 50hl/Hektar, Vermarktung frühestens ab 1. September des auf die Ernte folgenden Jahres, sensorische Zulassungsprüfung.

### Fazit
Durch die EU-Weinmarktordnung entsteht in Deutschland ein integrales Bezeichnungssystem, das sowohl Elemente des romanischen als auch des germanischen Systems beinhaltet. In der traditionellen deutschen Bezeichnungspraxis stand die Traubenqualität an erster Stelle, die Herkunft spielte eine untergeordnete Rolle. Diese Relation hat sich mit der neuen Qualitätshierarchie umgekehrt. Die neuen Bezeichnungsvorschriften werden in das traditionelle deutsche System integriert, indem die ehemaligen Landweingebiete zu geschützten geografischen Angaben und die ehemaligen Qualitätsweingebiete zu geschützten Ursprungsbezeichnungen werden.
Die Hierarchie der deutschen Qualitätsweine bleibt erhalten.

### Das Qualitätssystem des VDP

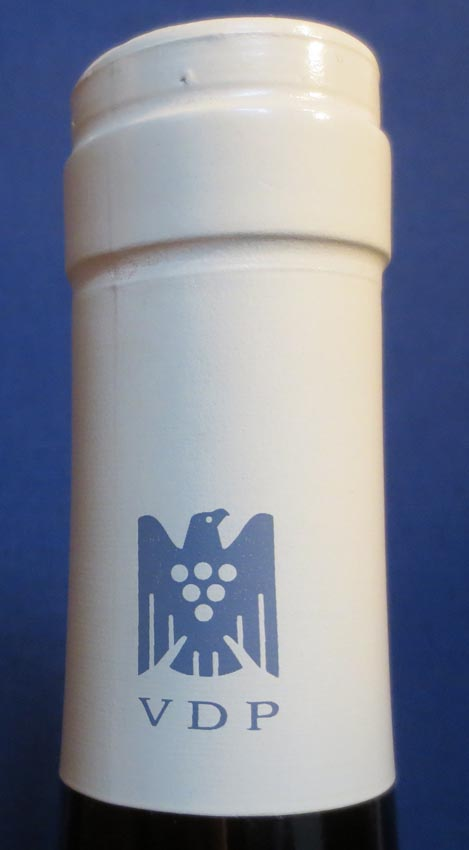
Flaschenkapsel mit dem VDP Traubenadler

Der Verband Deutscher Prädikatsweingüter VDP ist ein Zusammenschluss von ca. 200 Weingütern, hervorgegangen aus dem 1910 gegründeten „Verband deutscher Naturweinversteigerer e. V.“ mit dem Selbstverständnis, die deutsche Winzerelite zu repräsentieren.
Bereits in den 1980er Jahren bemühte sich der VDP um die Klassifizierung von Weinbergslagen. Hintergrund war der Widerstand gegen das Weingesetz von 1971, das als Qualitätsmerkmal lediglich das Mostgewicht zu Grunde legte.
Mit diesem Weingesetz wurde ebenfalls die Kategorie „Großlage“ eingeführt. Diese erhielten zum Teil den Namen von traditionellen Einzellagen, so dass für den Konsumenten kaum noch erkennbar war, ob es sich um einen Wein aus einer wertvollen Einzellage, oder einer Großlage, die sich bis zu einer Größe von 1.800 Hektar erstrecken konnten, handelte.
1984 wurde im Rheingau die Charta-Vereinigung gegründet, der auch viele VDP-Weingüter angehörten, um Spitzenlagen des Rheingaus zu klassifizieren. Aus diesen „von alters her als beste Flächen bekannte Lagen“ konnten Weine produziert werden, die ab dem Jahr 1999 die Bezeichnung „Erstes Gewächs“ tragen durften. Die Grundlagen für das „Erste Gewächs“ sind im hessischen Weingesetz verankert.
Die Charta-Weine gaben einen entscheidenden Anstoß für das heutige Klassifikationsmodell des VDP und die Charta-Weingüter sind 1999 in den VDP.Rheingau e. V. aufgenommen worden.

Etikett mit dem Charta Logo „Erstes Gewächs“

Die Begriffe „Erstes Gewächs“, „Erste Lage“, „Große Lage“ wurden durch den VDP in einem langen Prozess der Definition eines eigenen Qualitätsbegriffes (Anfang der 1980er Jahre bis 2012) unterschiedlich verwendet.
Das „Erste Gewächs“ ist heute nicht mehr Bestandteil der VDP-Klassifikation, findet sich aber, da es sich um eine offizielle weinrechtliche Bezeichnung handelt, noch heute auf einigen Etiketten.

#### Die VDP-Qualitätspyramide
- VDP Große Lage

Die VDP Qualitätspyramide

- VDP Erste Lage, nicht obligatorische Bezeichnung, wird nicht von allen VDP-Regionalverbänden benutzt
- VDP Ortswein
- VDP Gutswein

Die VDP-Qualitätspyramide versinnbildlicht den Leitsatz: „Je enger die Herkunft, desto höher die Qualität.“
Da die Qualitätsebene „VDP Erste Lage“ nicht von allen Regionalverbänden benutzt wird, kann die VDP Qualitätspyramide, je nach Weinbaugebiet drei- oder vierstufig sein.
Die Klassifizierung der Lagen obliegt den VDP-Regionalverbänden und beruht zum Teil auf historischen Bewertungen wie der Preußischen Lagenklassifikation.
Die nachfolgend zusammengefassten Regeln wurden für die Jahrgänge ab 2012 beschlossen, werden aber in der Praxis noch nicht durchgängig angewandt.
Für die Weine der Qualitätsstufen „Große Lage“, „Erste Lage“ und „Ortswein“ gilt: Trockene Weine werden als „Qualitätswein trocken“ bezeichnet. Gesetzlich halbtrockene Weine müssen keine zusätzliche Bezeichnung tragen, können aber mit „halbtrocken“ oder „feinherb“ benannt werden.
Nur für frucht- oder edelsüße Weine werden die Prädikate des deutschen Weinrechts „Kabinett“, „Spätlese“, „Auslese“, „Beerenauslese“, „Trockenbeerenauslese“ und „Eiswein“ verwendet. Das Etikett nennt den Namen des Ortes und/oder der Weinlage, (z. B.: Gimmeldinger (Ort) Biengarten (Lage)) das jeweilige Prädikat und die verwendete Rebsorte (z. B.: Riesling Auslese).
Sowohl Weine aus der „Großen Lage“ als auch aus der „Ersten Lage“ tragen eine obligate Kennzeichnung auf der Flaschenkapsel.
Da für „Ortsweine“ und „Gutsweine“ eine Kennzeichnung nicht verpflichtend ist, sind diese häufig nur durch die Nennung eben des Ortes (für einen „Ortswein“ z. B. Rüdesheim, Oberrotweil etc.) beziehungsweise der Weinbauregion (für einen „Gutswein“ z. B. Rheingau) erkennbar.
Lediglich der VDP-Gutswein kennt für die Prädikate „Kabinett“ und „Spätlese“ die Geschmacksprofile restsüß und trocken. Die Prädikatsstufen ab „Auslese“ sind den edelsüßen Weinen vorbehalten.
Durch dieses VDP-Klassifikationsmodell wird die Kategorie der trocken ausgebauten Prädikatsweine (z. B.: Spätlese trocken) weitgehend abgeschafft, auch wenn sich auf diesem Gebiet zahlreiche Ausnahmebestimmungen finden. Die VDP-Weine dürfen, wenn sie nach dem Weingesetz als „Qualitätswein trocken“ ohne Prädikat gelten (z. B.: VDP Großes Gewächs) entsprechend der Weinverordnung durch Zucker angereichert werden, um den Alkoholgehalt zu erhöhen.

#### VDP Große Lage

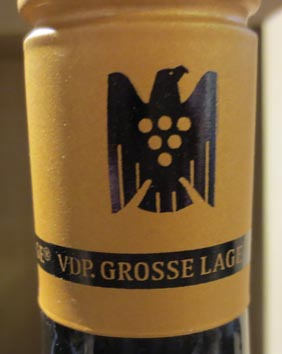

Die Spitze der VDP-Qualitätspyramide ist die „VDP Große Lage“ und bezeichnet Weine mit besonderem, terroirtypischem Charakter und einem hohen Reifepotential aus besonders hochwertigen, parzellengenau abgegrenzten Lagen. Die besten trockenen Weine aus der „Großen Lage“ werden von einer Jury beurteilt und mit dem verbandseigenen Prädikat „VDP Großes Gewächs“ (gekennzeichnet durch eine Flaschenprägung und/oder Logo „GG“ auf dem Etikett) ausgezeichnet.
Weitere Anforderungen an einen Wein der „VDP Großen Lage“:
- Nur regional definierte Rebsorten dürfen verwendet werden.
- Der Höchstertrag ist auf 50 hl pro Hektar beschränkt.
- Die Trauben werden von Hand gelesen. Das Mostgewicht muss mindestens dem einer Spätlese entsprechen.
- Es sind nur traditionelle Produktionsverfahren erlaubt.
- Weitere Auflagen betreffen Kennzeichnung (Flaschen, Etiketten, Kapsel), Lagerungsdauer und Lagerungsart. Für Rotweine ist eine um ein Jahr verlängerte Reife – davon mindestens zwölf Monate im Eichenfass – vorgeschrieben.

#### VDP Erste Lage
Die Verwendung der Kategorie „VDP Erste Lage“ ist für die VDP-Regionalverbände optional und existiert nur in den Weinbaugebieten Baden, Franken, Hessische Bergstraße, Pfalz, Rheingau, Saale Unstrut, Sachsen und Württemberg. Sie bezeichnet „Lagen mit eigenständigem Charakter, in denen optimale Wachstumsbedingungen herrschen und nachweislich über lange Zeit Weine mit nachhaltig hoher Qualität erzeugt wurden.“
Weitere Bestimmungen:
- Der Höchstertrag ist auf 60 hl pro Hektar beschränkt.
- Die Trauben werden von Hand gelesen. Das Mostgewicht muss mindestens dem einer Spätlese entsprechen.
- Es sind nur traditionelle Produktionsverfahren erlaubt.
- Weitere Auflagen betreffen Kennzeichnung (Flaschen, Etiketten, Kapsel) und Lagerungsdauer.

#### VDP Ortswein
Der VDP-Ortswein entstammt „hochwertigen, charaktervollen und traditionellen Weinbergen“ innerhalb eines Ortes.
Weiterhin gefordert sind
- der Anbau von 80 % traditionellen gebietstypischen Rebsorten.
- Der Höchstertrag ist auf 75 hl pro Hektar beschränkt.
- Weitere Auflagen betreffen Kennzeichnung (Flaschen, Etiketten, Kapsel) und Lagerungsdauer.

#### VDP Gutswein
Die VDP-Gutsweine verstehen sich als Basisweine auf hohem Niveau.
- Der Anbau von 80 % traditionellen gebietstypischen Rebsorten ist vorgeschrieben.
- Der Höchstertrag ist auf 75 hl pro Hektar beschränkt.

Diese Qualitätsstufe kennt bei den Prädikatsweinen „Kabinett“ und „Spätlese“ sowohl trockene, als auch rest- und fruchtsüße Weine.
Die Prädikatsstufen ab „Auslese“ sind den edelsüßen Weinen vorbehalten.

#### Fazit
In das neue Bezeichnungssystem führt der VDP eine weitere, näher an das romanische Qualitätsdenken angelehnte Ebene ein.
An die Klassifizierung des Burgund erinnert die Namensgebung, da dort die beiden oberen Qualitätsstufen „Grand Cru“ und „Premier Cru“ und weiter untergeordnete Ebenen „Appellation communale“ und „Appellation régionale“ heißen.
Im Burgund werden einzelne Lagen parzellengenau in das Qualitätssystem eingestuft. Darüber hinaus finden sich aber auch Parallelen zur Bordeaux-Klassifizierung, die die Weingüter in „Premiers Crus“, „Deuxièmes Crus“ etc. einordnet. Im Gegensatz zum Burgund stellt dort also nicht der Boden, die spezifische Parzelle, die primäre Grundlage der Klassifizierung dar, sondern die Besitzverhältnisse. Die VDP-Regionalverbände entscheiden selbst, welche Weinlagen klassifiziert werden und welches Weingut in den VDP-Kreis aufgenommen wird, wodurch diese Klassifizierung auch nur den VDP-Mitgliedern zur Verfügung steht.

## Qualitätsstufen in Österreich
| Der Begriff Tafelwein wurde in der neuen Weinmarktordnung 2009 durch den Begriff „Wein“ ersetzt. - ohne Sorten- und Jahrgangsangabe - ohne Hektarertragsbegrenzung - Verschnitt aus Weinen verschiedener Länder der EU möglich Bezeichnung: - Wein aus Österreich – weiß - Wein aus Österreich – rot Wein ohne g.U. oder g.g.U können Rebsorten- oder Jahrgangsangaben, bei bestimmten Voraussetzungen, haben. - Hektarhöchstertrag 9000 kg (oder 6750 l Wein/ha) - muss im Aussehen und Geschmack frei von Fehlern sein - entsprechende Rebsortentypizität - Rebsorten mit Herkunftsnamen (z. B. Weißer Burgunder und alle anderen Burgundersorten, Rheinriesling, Blaufränkisch etc.) sind nicht erlaubt (mögliche Irreführung des Konsumenten). - Angaben von Sorten laut Qualitätsweinrebsorten VO, sowie durch VO zugelassene Rebsorten. Alkoholerhöhung/Anreicherung Weine ohne geografischer Herkunft - Alkoholerhöhung/Anreicherung maximale Anreicherungsspanne 2,0 %vol - Gesamtalkoholgehalt nach Anreicherung Weißwein 12,0 %vol, Rotwein 12,5 %vol Weine mit geschützter, geografischer Angabe (g.g.A) - Landwein (mind. 14 °KMW = 68 °Oe) - Trauben müssen zu 100 % aus der Weinbauregion stammen. - Landwein muss auf dem Etikett stehen. - Muss ausschließlich aus Qualitätsrebsorten bereitet sein. - Mindestmostgewicht der Trauben 14 °KMW. - Der Wein muss der Bezeichnung typische Eigenart aufweisen. - Gesamtsäuregehalt von mindestens 4 g je Liter - Hektarhöchstertrag 9000 kg (bzw. 6750 l Wein/ha) - Muss im Aussehen und Geruch frei von Fehlern sein. Alkoholerhöhung/Anreicherung - Alkoholerhöhung/Anreicherung maximale Anreicherungsspanne 2,0 %vol - Gesamtalkohol nach Anreicherung Weißwein 13,5 %vol, Rotwein 14,5 %vol |

| - Qualitätswein (mind. 15 °KMW = 73° Oe) - Alkoholerhöhung/Anreicherung maximale Anreicherungsspanne 2,0 %vol - Gesamtalkohol nach Anreicherung Weißwein 13,5 %vol, Rotwein 14,5 %vol - Süßung bis zu einem Gehalt von 15 g unvergorenem Zucker möglich - Kabinett (mind. 17 °KMW = 84° Oe, max. 13 %vol) - keine Alkoholerhöhung/Anreicherung - Gehalt an unvergorenem Zucker höchstens 9 g/l - keine Süßung - Spätlese (mind. 19 °KMW = 94 °Oe) - Auslese (mind. 21 °KMW = 105 °Oe) - Eiswein oder Schilfwein (mind. 25 °KMW = 127 °Oe) - Strohwein (mind. 25 °KMW = 127 °Oe) - Beerenauslese (mind. 25 °KMW = 127 °Oe) - Ausbruch (mind. 27 °KMW = 138 °Oe) Eine Alkoholerhöhung oder -anreicherung und eine Süßung bei Prädikatsweinen ist nicht zulässig Angaben auf der Flasche: - rot-weiß-rote Banderole (=Zeichen für im Inland auf Flaschen gefüllten Qualitätswein) - staatliche Prüfnummer - Weinbaugebiet (4 Bundesländer, 16 Weinbaugebiete) - Rebsorte, Jahrgang, Qualitätsstufe |

In Österreich liegt die Produktionsmenge von Wein der Qualitätsstufe Qualitäts- und Prädikatweine deutlich über den anderen Stufen.

## Qualitätsstufen in der Schweiz
Gemäß dem föderalen System der Schweiz werden auf kantonaler, kommunaler oder regionaler Ebene Qualitätsattribute (Appellation genannt) für jeweilige Terroirs vergeben. Sie sind mittels einer kantonalen Gesetzgebung geregelt, die 1988 mit dem Kanton Genf begann. Man orientiert sich unter dem Begriff Appellation d’Origine Contrôlée (AOC) an französischen Qualitätsmaßstäben für Lebensmittel. Innerhalb der schon hohen Anforderungen für einen AOC-Wein werden weitere Sonderprädikate für herausragende Spitzensorten verliehen.

## Internationaler Vergleich der Begriffe
| Deutschland                                                | Italien                                                 | Frankreich                                                                                    | Spanien                                 | Portugal                                                     |
| ---------------------------------------------------------- | ------------------------------------------------------- | --------------------------------------------------------------------------------------------- | --------------------------------------- | ------------------------------------------------------------ |
| Wein                                                       | Vino da tavola                                          | Vin de table                                                                                  | Vino de mesa oder Vino corriente        | Vinho de mesa                                                |
| Landwein                                                   | IGT (Indicazione Geografica Tipica)                     | Vin de Pays                                                                                   | Vino de la tierra                       | Vinho regional                                               |
| Qualitätswein (Qualitätswein bestimmter Anbaugebiete, QbA) | DOC (Denominazione di origine controllata)              | Regionale AOC (Appellation d’Origine Contrôlée) und VDQS (Vin Délimité de Qualité Supérieure) | Denominación de Origen                  | VQPRD (Vinhos de Qualidade Produzidos em Região Determinada) |
| Prädikatswein (vor 2007: Qualitätswein mit Prädikat)       | DOCG (Denominazione di Origine Controllata e Garantita) | Subregionale und kommunale AOC (Appellation d’Origine Contrôlée)                              | DOC (Denominación de Origen Calificada) | DOC (Denominação de Origem Calificada)                       |

## Sonstiges
Die Angabe einer Qualitätsstufe ist dem Erzeuger oder Abfüller zwingend vorgeschrieben. Allerdings dürfen Weine auch auf einer niedrigeren Qualitätsstufe deklariert werden, was aus Marketing- und Imagegründen im hochwertigen Weinbau gelegentlich geschieht. So könnte ein als Spätlese deklarierter Wein nach seinem Mostgewicht eine „verkappte Auslese“ oder gar Beerenauslese gewesen sein. Aus Alkoholgehalt und Restsüße eines Weines lässt sich hingegen rückrechnen, mit welchem Mostgewicht der Wein erzeugt wurde.